# Allan Bristow
Allan Mercer Bristow, Jr., né le 23 août 1951 à Richmond, Virginie est un ancien joueur américain de basket-ball.
Issu de l'équipe universitaire des Hokies de Virginia Tech, il fut sélectionné par les 76ers de Philadelphie au 21e rang de la draft 1973. Il disputa neuf saisons en NBA et une en ABA.
Après sa carrière de joueur, il fut "assistant coach" des Spurs de San Antonio puis des Nuggets de Denver avant de devenir entraineur principal des Hornets de Charlotte de 1991 à 1996.
Son numéro 44 a été retiré par les Hokies de Virginia Tech.